# Helsingin yliopisto (metrostation)
Helsingin yliopisto (Universiteit van Helsinki, Zweeds: Helsingfors universitet) is een station van de metro van Helsinki. Het ligt centraal in de stad op loopafstand van de Domkerk van Helsinki.
Het station, ontworpen door het architectenbureau "Kontio, Kilpi en Valjento Oy", is geopend op 1 maart 1995 als Kaisaniemi. Het ligt 600 meter van Rautatientori, het volgende station in westelijke richting, en 900 meter van station Hakaniemi.
Tot 2014 was de naam van het station Kaisaniemi.
Kivenlahti · 
Espoonlahti · 
Soukka · 
Kaitaa · 
Finnoo · 
Matinkylä ·
Niittykumpu ·
Urheilupuisto ·
Tapiola ·
Aalto-yliopisto ·
Keilaniemi ·
Koivusaari ·
Lauttasaari ·
Ruoholahti ·
Kamppi ·
Rautatientori ·
Helsingin yliopisto ·
Hakaniemi ·
Sörnäinen ·
Kalasatama ·
Kulosaari ·
Herttoniemi ·
Siilitie · 
Itäkeskus
Noordelijke tak:
Myllypuro ·
Kontula ·
Mellunmäki
Oostelijke tak:
Puotila ·
Rastila ·
Vuosaari